# NGC 712
NGC 712 je čočková galaxie v souhvězdí Andromedy. Její zdánlivá jasnost je 12,8m a úhlová velikost 1,0′ × 0,6′. Je vzdálená 244 milionů světelných let, průměr má 70 000 světelných let. Je členem kupy galaxií Abell 262. Galaxii objevil v říjnu 1828 John Herschel.